# 글리제 436
글리제 436은 사자자리에 있는, 지구에서 약 33 광년 떨어져 있는 적색 왜성이다. 2004년 기준으로 적어도 한 개의 외계 행성이 이 별 주위를 돌고 있는 것으로 확인되었으며, 확인되지 않은 암석 행성 1개가 더 있는 것으로 추측된다.

## 항성
항성 모형에 의하면 글리제 436의 반지름은 태양의 47퍼센트 정도이며, 표면 온도는 3318 켈빈이다. 글리제 436은 태양보다 수십억 년 정도 더 늙은 것으로 보이며, 중원소 함량(헬륨-4보다 더 질량이 큰 물질들의 함량)은 태양의 44퍼센트 수준에 불과하다. 공전 속도는 초당 3킬로미터 수준이며 채층의 자기장 활동은 미약한 수준이다.
이 항성은 은하좌표로 U=+44, V=-20, W=+20 km/s의 값을 보이는, ‘늙은원반종족’의 일원이다.

## 행성계
글리제 436 주위에는 확인된 외계 행성 1개가 있으며, 글리제 436 b라는 명칭이 있다.
글리제 436 b의 공전주기는 2.6 지구일이며 지구에서 바라보았을 때 어머니 항성의 원반 위를 지나가는 것처럼 보인다. 질량은 지구의 22.2배이며 지름은 약 55,000 킬로미터인데, 이는 질량이나 반지름 모두 태양계의 얼음 가스행성인 천왕성, 해왕성과 흡사하다. 일반적으로 도플러 효과로는 행성의 정확한 질량을 잴 수 없다. {\displaystyle m\sin(i)} 값이 대상 천체의 정확한 질량이지만(여기서 m은 행성의 실제 질량이며 i는 궤도경사각 - 해당 행성의 공전면과 지구 관찰자의 시선이 이루는 각도 - 이다) 공식에 있는 변수 값은 보통 알 수 없는 경우가 많다. 그러나 글리제 436 b와 같은 경우는 궤도경사각을 알고 있기 때문에 실제 질량을 구할 수 있다. 436 b는 뜨거운 얼음층 위에 수소와 헬륨층이 덮여 있는 ‘뜨거운 해왕성’일 것으로 생각된다.

### 두 번째 행성
2008년 "글리제 436 c"로 명명된 두 번째 행성이 발견되었다는 주장이 제기되었다. 글리제 436 c의 공전주기 5.2일에 궤도장반경은 0.045 천문단위였다. 글리제 436 c의 질량은 지구의 5배에 반지름은 지구의 1.5배 정도로 여겨졌다. 언론매체에서는 이 행성의 발표 공표 당시 ‘가장 작은 행성’으로 불렀으나, 실제로는 1992년 발견된, 펄사 PSR B1257+12 주위를 도는 행성 세 개보다도 큰 질량을 갖고 있다. 크기를 고려하면 c는 암석 행성이다. 2008년 4월 스페인 천문학자들은 글리제 436 b의 궤도에 미치는 영향을 분석함으로써 글리제 436 c의 존재를 공표하였다. 이후 추가적인 연구를 통해 b의 통과시간은 변하지 않음을 알아냈으며, 이는 글리제 436 행성계에 대한 대부분의 가정을 배제시키는 결과였다. 따라서 글리제 436 c의 존재여부는 불투명한 것으로 간주되었으며, c의 발견 사실은 2008년 보스턴에서 열린 통과행성 콘퍼런스(Transiting Planets conference)에서 완전히 철회되었다.

## 같이 보기
- 사자자리의 항성 목록

## 참고 문헌
1. 1 2 3  “LHS 310”. 《Simbad》. Centre de Données astronomiques de Strasbourg. 2007년 11월 28일에 확인함.
2. 1 2 3 4 5  R. Paul, Butler; Vogt, Steven S.; Marcy, Geoffrey W.; Fischer, Debra A.; Wright, Jason T.; Henry, Gregory W.; Laughlin, Greg; Lissauer, Jack J. (2004). “A Neptune-Mass Planet Orbiting the Nearby M Dwarf GJ 436” (abstract). 《The Astrophysical Journal》 617 (1): 580–588. doi:10.1086/425173. 2007년 11월 28일에 확인함.
3. 1 2 3  H. M., Johnson; Wright, C. D. (1983). “Predicted infrared brightness of stars within 25 parsecs of the sun” (abstract). 《Astrophysical Journal Supplement Series》 53: 643–711. doi:10.1086/190905. 2007년 11월 28일에 확인함. —see page 673.
4. ↑  Jacob L., Bean; Benedict, G. Fritz; Endl, Michael (2006). “Metallicities of M Dwarf Planet Hosts from Spectral Synthesis” (abstract). 《The Astrophysical Journal》 653 (1): L65–L68. doi:10.1086/510527. 2007년 11월 28일에 확인함.  중원소 함량 수치는 다음 계산을 통해 나온 것이다. {\displaystyle {\begin{smallmatrix}10^{-0.32}=0.44\end{smallmatrix}}} 또는 44%
5. ↑  Gillon, M.; Pont, F.; Demory, B.-O.; Mallmann, F.; Mayor, M.; Mazeh, T.; Queloz, D.; Shporer, A.; Udry, S.; Vuissoz, C. (2007). “Detection of transits of the nearby hot Neptune GJ 436 b”. 《Astronomy and Astrophysics》 472 (2): L13–L16. doi:10.1051/0004-6361:20077799.
6. ↑  Ribas, I.; Font-Ribera, S.; Beaulieu, J. P. (2008). 《A ~5 ME Super-Earth Orbiting GJ 436?: The Power of Near-Grazing Transits》. arXiv:0801.3230 [astro-ph].
7. 1 2  Reuters
8. ↑  “New Super-Earth is Smallest Yet”. 《Space.com》. 2008년 4월 10일에 확인함.
9. ↑  Alonso, R.; Barbieri, M.; Rabus, M.; Deeg, H. J.; Belmonte, J. A.;Almenara J. M. (2008). 《Limits to the planet candidate GJ 436c》. arXiv:0804.3030 [astro-ph].
10. ↑  Schneider, J. “Notes for star GJ 436”. 《The Extrasolar Planets Encyclopaedia》. 2008년 2월 25일에 원본 문서에서 보존된 문서. 2008년 5월 23일에 확인함.